# ホシゴケ菌綱
ホシゴケ菌綱(Arthoniomycetes)は、子嚢菌門の綱の一つ。唯一 ホシゴケ目を含む。この綱のほとんどは熱帯・亜熱帯地方の地衣類である。

## 系統分類学
系統発生学的分析はこの綱の単系統群を支持している。クロイボタケ綱は姉妹群の一つである。

## 特徴
この綱は子嚢盤（杯状または皿状の子嚢果）を持ち、その子実層は成熟すると剥き出しになる。子嚢盤は二膜性で、内側と外側とではっきりと分化する。